# HD 17092 b

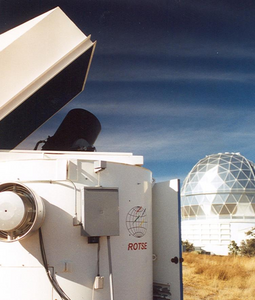
Teleskop HET (w tle)

HD 17092 b – planeta pozasłoneczna należąca do grupy gazowych olbrzymów. Odkrył ją w 2007 roku międzynarodowy zespół astronomów pod kierownictwem Andrzeja Niedzielskiego z Uniwersytetu Mikołaja Kopernika w Toruniu, w skład którego wchodzili także m.in. Aleksander Wolszczan i Maciej Konacki.

## Odkrycie
HD 17092 b odkryto dzięki obserwacjom prowadzonym w latach 2004-2007 przy użyciu 9,2-metrowego teleskopu HET oraz spektrografu HRS. Jest to pierwsze odkrycie dokonane w ramach szerokiego przeglądu nieba prowadzonego we współpracy Uniwersytetu Stanowego Pensylwanii i Uniwersytetu Mikołaja Kopernika w Toruniu. Przegląd ten obejmuje około tysiąc gwiazd zaawansowanych ewolucyjnie.
W skład zespołu odkrywców wchodzą: dr hab. Andrzej Niedzielski z Centrum Astronomii Uniwersytetu Mikołaja Kopernika w Toruniu, prof. Aleksander Wolszczan z Uniwersytetu Stanowego Pensylwanii, dr hab. Maciej Konacki z Centrum Astronomicznego im. Mikołaja Kopernika PAN w Toruniu, mgr Grzegorz Nowak, doktorant w CA UMK w Toruniu, dr Gracjan Maciejewski, asystent w CA UMK, dr Mike Shao i dr Chris Gelino z Caltech/Jet Propulsion Laboratory w Pasadenie, dr Matthew Shetrone z Obserwatorium McDonald w Teksasie i prof. Lawrence Ramsey z Uniwersytetu Stanowego Pensylwanii.

## Gwiazda
Planeta krąży wokół czerwonego olbrzyma HD 17092 (typ widmowy K0III)  znajdującego się w odległości około 355 lat świetlnych (109 parseków). Leży on w gwiazdozbiorze Perseusza.
HD 17092 b jest dziesiątą planetą odkrytą wokół gwiazdy zaawansowanej ewolucyjnie. Układy planetarne przy gwiazdach tego typu znajdowane są bardzo rzadko, z powodu aktywności gwiazdy (pojawianie się plam, pulsacje) utrudniającej precyzyjne pomiary.